# Двинский бровар
Пивоваренный завод «Двинский бровар» (бел. СТАА «Дзвінскі бровар») — белорусский производитель пива в Витебске.
Пивоваренный завод Гозиаса Рубиновича Левинсона в Витебске был построен в 1875 г. В 2003 г. государственное предприятие «Витебский пивоваренный завод» было акционировано. В 2004 г. создано совместное белорусско-германское предприятие «Двинский бровар», акционерами которого являются Витебский облисполком, обувное предприятие «Марко» (Витебск) и немецкая компания «Ewimex», и на месте старого завода возведён новый.
Данный завод — точная копия пивоваренного завода в немецком городе Монхайм, знаменитого своим высококачественным пивом. При монтаже оборудования были приглашены высококвалифицированные специалисты из Германии и Чехии.
Предприятие выпускает 9 сортов пива:
- Николаевское
  - Светлое
  - Пилзнер
  - Крепкое
  - Тёмное
- Urstein
  - Export
  - По Кёльнски
  - Premium
  - Dunkles Bier
- Двинский Бровар
  - Лёгкое
  - Губернское
  - Тёмное Золото

Также предприятие выпускает слабоалкогольный напиток сбитень с различными вкусами:
- Прянишный
- Коврижный
- Чернослив
- Клюквенный